# Luca del Gobbo
Luca del Gobbo (* 5. Januar 1964 in Magenta (Lombardei)) ist ein italienischer Kommunalpolitiker.

## Leben
Nach dem Schulabschluss an einem Realgymnasium und einem Studium an der Universität Mailand erhielt del Gobbo einen Abschluss in Politikwissenschaft. Er war unter anderem als Pressesprecher und als freiberuflicher Journalist tätig.
Von 1993 bis 2001 wurde er zum Stadtrat von Magenta gewählt. 2002 wurde er zum Bürgermeister seiner Geburtsstadt gewählt, eine Position, die er bis 2012 innehatte.
Er wurde 2013 in den Regionalrat (italienisch Consigliere Regionale) der Lombardei gewählt.
Del Gobbo ist verheiratet und hat zwei Töchter.